# Alfredo J. Ramos
Alfredo J. Ramos (Talavera de la Reina, 1954) es un poeta, periodista y editor español. Licenciado en periodismo por la Facultad de Ciencias de la Información de la Universidad Complutense de Madrid (1979). 
Con su primer libro de poemas, Esquinas del destierro (1976), consiguió un accésit del premio Adonáis. Posteriormente ha publicado, entre otras obras, Territorio de gestos fugitivos (1980) y El sol de medianoche (1986), con el que ganó el premio de poesía de la Junta de Castilla-La Mancha. Es también autor de diversos libros de viajes, entre ellos de una extensa Guía total de Castilla y León (1992), numerosas veces reeditada y actualizada. Como editor, coordinó el equipo de redacción responsable de la última actualización del corpus histórico de la Enciclopedia Universal Espasa, ocho volúmenes referidos al período 1934-2002.

## Biografía

### Formación académica y actividad periodística
Hizo el bachillerato en el colegio San Agustín de Salamanca y estudios de filosofía en La Vid y San Lorenzo de El Escorial (1971-1973). En la Facultad de Ciencias de la Información (Universidad Complutense), se licenció en periodismo en 1979, con premio extraordinario fin de carrera para becarios.
Desde 1973 y hasta 1984 publicó artículos y entrevistas en la prensa local (La Voz del Tajo, La Voz de Talavera) y regional (La Región de Castilla-La Mancha) y fue colaborador de la revista de información y crítica literaria Nueva Estafeta.
En los Cuadernos del Norte, revista fundada y dirigida por Juan Cueto, se ocupó de la crítica teatral entre 1982 y 1985.
Junto con José Ramón García Inchorbe, fue editor y redactor del coleccionable Los descubrimientos (1988), aparecido en Diario 16 y publicado como libro por la editorial Salvat.

### Actividad editorial
Contratado en 1980 por Salvat Editores, a partir de entonces y hasta 2024 ha desarrollado su actividad como editor y autor especializado en libros de divulgación, obras didácticas, enciclopedias, guías de viajes libros de texto y otras obras de consulta.
Entre 1980 y 1987, formó parte de la redacción de Aula Abierta de Salvat y se ocupó como editor del área de humanidades de la colección Temas Clave. Entre otros títulos, se editaron bajo su responsabilidad obras de Juan Cueto, José Luis L. Aranguren, Jesús Mosterín, Alberto Blecua o Rodolfo Gil Grimau. Posteriormente se encargó de la edición de series como Grandes Biografías o Enciclopedia del Estudiante.
Fue editor literario del sello Salvat Libros (1987-1989) y coautor y editor de Libro de la Aventura (1987), que incluía artículos de Isaac Asimov, Francisco Umbral, Luis Carandell y Ramón Tamames, entre otros.
A partir de 1989 pasó a trabajar como freelance y se encargó de la edición, también para Salvat Editores, de Ecología y Vida (1989-1991), enciclopedia pionera en abordar de forma divulgativa los grandes problemas medioambientales, y para la que escribió el primer dosier temático: «Amazonia: la selva traicionada».
A partir de 1992 extendió su colaboración a otras editoriales: en Anaya, participó activamente en el diseño y la puesta en marcha de su primera colección de guías de viaje por España, con el sello Anaya Touring, para el que escribió una decena de títulos y con el que ha seguido colaborando hasta 2023. También fue editor del área de humanidades en Gran Referencia Anaya (1996-2000), una de las últimas enciclopedias generales (23 volúmenes) realizadas ex novo en España e impresas en papel antes de la irrupción de Wikipedia.
Se encargó asimismo de la edición de libros de textos (literatura, lengua gallega, francés), además de colaborar en la puesta en marcha de Anaya Haritza, el sello en euskera de la editorial.
En 2000 creó la empresa de servicios editoriales Letraclara Editor SL al frente de la cual realizó trabajos para, entre otras editoriales, Espasa, Bruño, Santillana y Edelvives. Entre ellos es destacable el proyecto y la coordinación del equipo de redacción del Apéndice 1934-2002 de la Enciclopedia Espasa, compuesto por ocho volúmenes y en el que se recogían y actualizaban los 34 tomos de suplementos bianuales publicados a lo largo de esos años con una organización temática, no alfabética, lo que hacía muy dificultosa su consulta. Con esta obra, aunque se publicaron suplementos hasta 2011, en la práctica quedó cerrada la gran Enciclopedia universal ilustrada europeo-americana, una de las más extensas enciclopedias del mundo, que había iniciado su publicación en 1905.
Otras actividades al frente de Letraclara Editor fueron la edición de contenidos de la web del SOL (Servicio de Orientación a la Lectura), de la Fundación Germán Sánchez Ruipérez, entre 2002 y 2012, y el proyecto y realización de las Antologías de Lectura para Primaria de la editorial Edelvives (2012-2015). Entre 2017 y 2020 se ocupó de la edición de varias obras literarias de la editorial Vicens Vives.

### Actividad poética
La obtención de un accésit del premio Adonáis en 1975, con Esquinas del destierro, le puso en contacto de forma tempana con los ambientes poéticos madrileños del posfranquismo y la transición. Circunstancia acentuada gracias a la actividad cultural del Colegio Mayor San Juan Evangelista, en el que residió entre 1974-1976 y donde creó con Ángel Sánchez Pascual (premio Adonáis de 1975) un Aula de Poesía.
Con el Colectivo La Troje, del que formó parte, publicó Territorio de gestos fugitivos (1981). al que seguiría El sol de medianoche (1986). Y luego un largo silencio impreso de más de tres décadas.
En 2022 apareció Piedad seguida de Adagia Andante, dos libros en un volumen, del que el segundo es una larga poética concebida como homenaje y diálogo con los Adagia de Wallace Stevens.
Poemas suyos están recogidos en algunas antologías, entre ellas en Mar interior: poetas de Castilla-La Mancha (2002), a cargo de Miguel Casado.
Desde 2009 mantiene un blog personal, «La posada del sol de medianoche», y desde 2017 está presente y publica regularmente en Facebook.

## Obras

### Obra poética
- Esquinas del destierro (accésit del premio Adonáis 1975). Madrid, Rialp, 1976.
- Territorio de gestos fugitivos. Madrid, Colectivo La Troje, 1980.
- Fragmentos de la noche. Talavera, Carpetas de poesía tesela,núm. 3, 1985. (Edición para bibliófilos al cuidado de José Luis Reneo).
- El sol de medianoche (Premio de poesía Castilla-La Mancha). Toledo, Servicio de Publicaciones de la Junta de Castila-La Mancha, 1988.
- Piedad. Seguido de Adagia Andante. Madrid, Amargord, 2022.